# Les Fragments d'une couronne brisée
Les Fragments d'une couronne brisée est le quatrième et dernier tome de La Guerre des serpents, une série écrite par Raymond E. Feist.

## Résumé
Midkemia est en ruines, à la suite du siège du Roi Démon. Krondor pleure enfin les braves qui sont tombés. Certes l'ennemi a été repoussé, mais le royaume ne connaît pas encore la paix. Alors que le peuple retrousse ses manches pour reconstruire ce qui fut une grande nation, une nouvelle menace s'élève des cendres de la guerre : le terrible Fadawah, ancien commandant des armées de la reine Emeraude, a entrepris de fonder son propre empire sur les vestiges du royaume de l'Ouest. C'est à deux jeunes hommes, Jimmy et Dash, petits-fils du duc James, qu'incombe la tâche colossale de rassembler les fragments de la couronne brisée et de ressusciter l'ancienne gloire du royaume. Ainsi s'achève la guerre des serpents, dans les larmes et le sang...